# SMS Frauenlob (1902)
Pour les autres navires du même nom, voir SMS Frauenlob.
Le SMS Frauenlob est un croiseur léger de la Kaiserliche Marine puis de la Reichsmarine, appartenant à la classe Gazelle.

## Histoire
À l'été 1901, l'AG Weser obtient le contrat de construction du Frauenlob et de l'Arcona.
Le bateau doit son nom en hommage au SMS Frauenlob qui fit naufrage en septembre 1860 pendant un typhon au large de Yokohama.
Le Frauenlob est lancé le 22 mars 1902. Le discours du baptême est lu par l'amiral Wilhelm Büchsel (de), Anna Reuß zu Köstritz (de) fait le baptême. Après trois jours de manœuvres à la pointe de Grenen, le navire vient à Kiel et est affecté à l'escadron des navires de reconnaissance. Il prend part au voyage en Espagne du 7 mai au 19 juin et fait tous les exercices. Il vient ensuite en Norvège et aux Pays-Bas. Le 29 mai 1905, au moment du départ de Bremerhaven, le gouvernail se retrouve dans la slikke, sans subir de dommage. En janvier 1908, il est retiré de la flotte. Le commandement et une grande partie de l'équipage vient sur le Stettin.
À l'été 1912, une refonte importante a lieu. Quatre canons sur le pont supérieur sont enlevés et remplacés par dix canons de 3,7 cm sur le navire de formation. Bien que la rénovation soit achevée en janvier 1913, il n'y a pas de nouvel emploi pour le navire.
Au début de la Première Guerre mondiale, le Frauenlob appartient à la patrouille de reconnaissance au large du Heligoland. Dans la matinée du 28 août 1914, des navires britanniques attaquent les navires allemands. Le Frauenlob et le Stettin sont envoyés pour défendre. Au début de la bataille, le Frauenlob tire deux coups de canons sur le navire-amiral HMS Arethusa et le met hors d'état. Le croiseur le poursuit, car, de son côté, le Stettin est endommagé par le HMS Fearless. Le Frauenlob a reçu dix coups et perd cinq hommes. Il se retire dans la batterie de Heligoland en compagnie du torpilleur V 3 (pl) et du dragueur de mines T 33, fortement abîmé.
Par chance, le croiseur ne rencontre pas les navires britanniques venus en soutien. Les croiseurs Cöln, Mainz et Ariadne et le torpilleur V 187 (pl) coulent le même jour.
En novembre 1914, le Frauenlob est de nouveau opérationnel ; il est le dernier navire de la classe Gazelle en reconnaissance au Heligoland. En octobre 1915, il est mis en cale sèche pour un long moment. Une grande partie de l'équipage passe sur le Danzig, mais le croiseur est touché par une mine en mer Baltique, l'équipage revient sur le Frauenlob au début de l'année 1916.
Lors de la bataille du Jutland le 31 mai 1916, le Frauenlob fait des missions de reconnaissance. Il fait partie d'un escadron comprenant les croiseurs München, Stuttgart et Hamburg, sous le commandement de Ludwig von Reuter. Pendant la nuit de la bataille, ils se regroupent contre le 2e escadron de croiseurs britannique. Le Southampton (en) et le Dublin (en) sont fortement endommagés. Mais le Frauenlob est atteint par une torpille du Southampton. Il penche à bâbord et commence à couler. Une partie de l'équipage continue à se battre jusqu'à ce qu'il coule complètement à 23 h 35 : il n'y a aucun survivant,. Parmi les victimes, il y a Anton Schmitt (en), un canonnier qui est resté à son poste jusqu'au bout malgré ses blessures. En son hommage, le destroyer Z 22 recevra son nom.
En 2000, l'épave est localisé par des plongeurs danois. La coque est intacte en grande partie. En 2001, la cloche du navire est découverte, récupérée et remise au mémorial naval de Laboe.

## Commandement
| 17 février 1903 à septembre 1904 | Korvetten- / Fregattenkapitän Johannes Nickel                |
| Septembre 1904 à septembre 1905  | Fregattenkapitän Maximilian Cäsar                            |
| Octobre 1905 à 30 septembre 1907 | Fregattenkapitän Robert Mischke (de)                         |
| Octobre 1907 au 19 janvier 1908  | Korvettenkapitän / Fregattenkapitän Friedrich Boedicker (en) |
| Août 1914 à janvier 1915         | Fregattenkapitän Konrad Mommsen (de)                         |
| Janvier à octobre 1915           | Fregattenkapitän Georg Hoffmann                              |
| Octobre à décembre 1915          | Kapitänleutnant der Reserve Johannes Wagner (intérim)        |
| Décembre 1915 au 31 mai 1916     | Fregattenkapitän Georg Hoffmann                              |